# Max Steiner
Max Steiner, pseudonimo di Maximilian Raoul Walter Steiner (Vienna, 10 maggio 1888 – Hollywood, 28 dicembre 1971), è stato un compositore austriaco naturalizzato statunitense, autore di colonne sonore.

## Biografia
Fu nipote di Maximilian Steiner (1839-1880), gestore del Theater an der Wien di Vienna, e figlio di Gabor Steiner (1858-1944), influente membro del Carnevale viennese e direttore di fiere. Suo padrino di battesimo fu Richard Strauss.
Come compositore di musica fu un bambino prodigio e si accostò allo studio del pianoforte sotto la guida di Johannes Brahms. All'età di quindici anni entrò all'Accademia Imperiale di Musica ed Arte Scenica di Vienna (ora Università di Musica ed Arte Scenica) dove ebbe come insegnante Gustav Mahler. Le sue grandi capacità di apprendimento della musica gli consentirono di completare in un solo anno i quattro anni del corso. All'età di sedici anni, compose e diresse l'operetta Die schöne Griechin (in italiano, La bella greca).
All'inizio della prima guerra mondiale si era trasferito a Londra dove per la sua nazionalità venne considerato ostilmente ma, essendo amico del duca di Westminster, ottenne un lasciapassare per gli Stati Uniti. Arrivò a New York nel dicembre 1914 con in tasca soltanto trentadue dollari. Lavorò per quindici anni a New York come arrangiatore, orchestratore e direttore d'orchestra nei teatri di Broadway per i musical scritti da Victor Herbert, Jerome Kern, Vincent Youmans e George Gershwin.

## A Hollywood

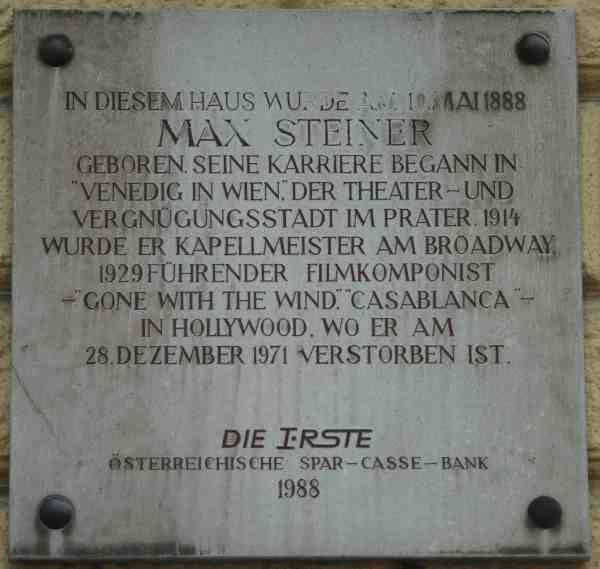
Placca commemorativa a Max Steiner

Nel 1929 Steiner si trasferì ad Hollywood per orchestrare la versione cinematografica dello show Rio Rita di Florenz Ziegfield  per la RKO Radio Pictures.
La sua colonna sonora per il film King Kong del 1933 gli diede grande reputazione. Diresse inoltre le musiche per diversi show di Fred Astaire e Ginger Rogers, compresi Cappello a cilindro e Roberta. Scrisse centinaia di colonne sonore e fu il più importante compositore della Warner Brothers.
Per la sua attività ricevette 26  nomination al Premio Oscar per la migliore colonna sonora e ne vinse tre, ma non per il suo film più famoso, Via col vento.
Tra le sue partiture più famose, vanno ricordate: Il traditore (R.K.O., 1935, John Ford), che gli valse il primo Oscar e Casablanca, solamente candidata all'ambita statuetta. Il primo film musicato alla Warner Bros. è l'epico La carica dei seicento (1936), per il quale Steiner compose una marcia che funge da leitmotive e un pezzo di oltre nove minuti di musica ininterrotta che accompagna la celebre carica finale (un vero tour-de-force dell'orchestra). I suoi orchestratori principali alla Warner furono Hugo Friedhofer (anni Quaranta), anch'egli valido compositore e successivamente Murray Cutter, che collaborò con lui fino a fine carriera.
Venne chiamato il padre della musica da film ed alla sua morte venne sepolto nel Forest Lawn Memorial Park a Glendale (California).
Nel 1995, dopo la sua morte è stato inserito nella galleria dei più famosi compositori di canzoni.
Dalla metà degli anni Novanta, tra le molte uscite discografiche di sue colonne sonore, si devono menzionare i CD usciti con l'etichetta Marco Polo/Naxos e Tribute Film Classics: William T. Stromberg e John W. Morgan hanno ricostruito partiture complete e suites di Steiner, partendo dai manoscritti originali e le hanno reincise con la Moscow Symphony Orchestra. Queste edizioni permettono per la prima volta, di ascoltare le musiche così come erano state concepite dal compositore, prive di tagli o rearrangiamenti.
Tra le edizioni più importanti: La carica dei seicento, La storia del generale Custer, Le avventure di Don Giovanni, Il tesoro della Sierra Madre e King Kong.
Morgan e Stromberg sono oggi i campioni di Max Steiner e le loro incisioni sono un vero tesoro per gli appassionati della musica dei film della Golden Age di Hollywood.

## Filmografia

### Colonne sonore (parziale)

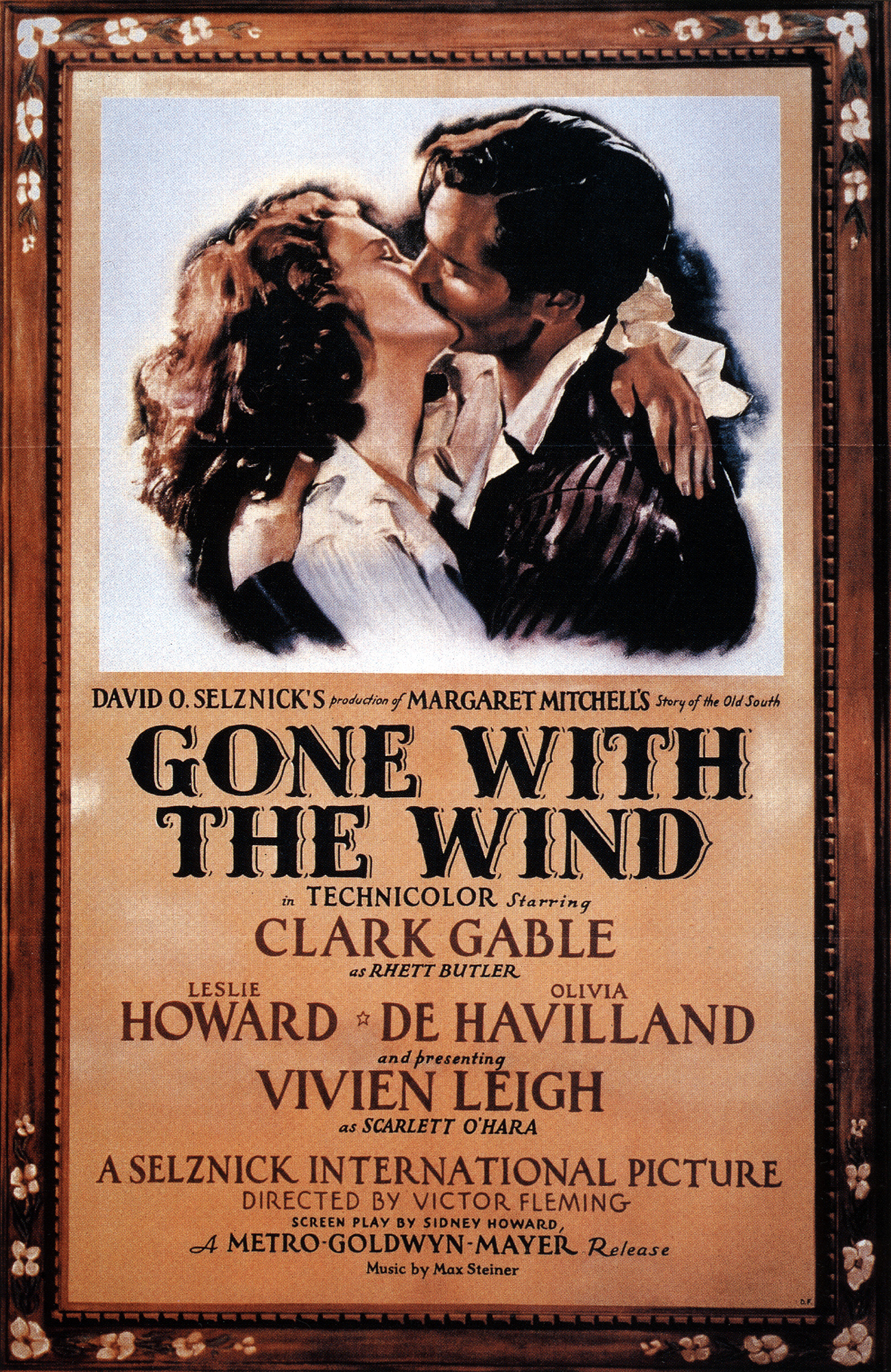
Via col Vento

- The Case of Sergeant Grischa, regia di Herbert Brenon (1930)
- The Runaround, regia di William James Craft (1931)
- Kept Husbands, regia di Lloyd Bacon (1931)
- The Royal Bed, regia di Lowell Sherman (1931)
- I pionieri del West (Cimarron), regia di Wesley Ruggles (1931)
- Pericolosa partita (The Most Dangerous Game), regia di Irving Pichel e Ernest B. Schoedsack (1932)
- A che prezzo Hollywood? (What Price Hollywood?), regia di George Cukor - musiche e direzione (1932)
- I conquistatori (The Conquerors), regia di William A. Wellman (1932)
- La falena d'argento (Christopher Strong), regia di Dorothy Arzner (1933)
- La gloria del mattino (Morning Glory), regia di Lowell Sherman (1933)
- King Kong, regia di Merian C. Cooper e Ernest B. Schoedsack (1933)
- Piccole donne (Little Women), regia di George Cukor (1933)
- Our Betters, regia di George Cukor (1933)
- The Silver Cord, regia di John Cromwell  (1933)
- Sogno d'estate (The Right to Romance), regia di Alfred Santell (1933)
- Carioca (Flying Down to Rio), regia di Thornton Freeland - musiche aggiunte e direzione musicale (1933)
- Stingari il bandito sentimentale (Stingaree), regia di William A. Wellman (1934)
- Bachelor Bait, regia di George Stevens  (1934)
- Argento vivo (Spitfire), regia di John Cromwell - musiche di repertorio, non accreditato (1934)
- Cerco il mio amore (The Gay Divorcee), regia di Mark Sandrich (candidato all'Oscar) (1934)
- La pattuglia sperduta (The Lost Patrol), regia di John Ford (nomination all'Oscar) (1934)
- I tre moschettieri (The Three Musketeers), regia di Rowland V. Lee (1935)
- Il traditore (The Informer), regia di John Ford (1935)
- Roberta, regia di William A. Seiter (1935)
- Murder on a Bridle Path, regia di William Hamilton e Edward Killy (1936)
- La forza dell'amore (The Bride Walks Out), regia di Leigh Jason (1936)
- Il giardino di Allah (The Garden of Allah), regia di Richard Boleslawski (1936)
- La carica dei seicento (The Charge of the Light Brigade), regia di Michael Curtiz (1936)
- Un povero milionario (There Goes the Groom), regia di Joseph Santley (1937)
- È nata una stella (A Star Is Born), regia di William A. Wellman (1937)
- Vivo per il mio amore (That Certain Woman), regia di Edmund Goulding (1937)
- Emilio Zola (The Life of Emile Zola), regia di William Dieterle (1937)
- Tovarich, regia di Anatole Litvak - musiche originali (1937)
- Double Danger, regia di Lew Landers (1938)
- Le avventure di Tom Sawyer (The Adventures of Tom Sawyer), regia di Norman Taurog (1938)
- Figlia del vento (Jezebel), regia di William Wyler (candidato all'Oscar) (1938)
- Gli angeli con la faccia sporca (Angels with Dirty Faces), regia di Michael Curtiz (1938)
- Confessioni di una spia nazista (Confessions of a Nazi Spy), regia di Anatole Litvak (1939)
- Tramonto (Dark Victory), regia di Edmund Goulding - candidato all'Oscar (1939)
- Via col vento (Gone with the Wind), regia di Victor Fleming - candidato all'Oscar (1939)
- La rivolta del Messico (The Mad Empress), regia di Miguel Contreras Torres - musiche di repertorio (1939)
- Ombre malesi (The Letter), regia di William Wyler - candidato all'Oscar (1940)
- Paradiso proibito (All This, and Heaven Too), regia di Anatole Litvak (1940)
- I pascoli dell'odio (Santa Fe Trail), regia di Michael Curtiz (1940)
- Bombardieri in picchiata (Dive Bomber), regia di Michael Curtiz (1941)
- Sposa contro assegno (The Bridge Came C.O.D.), regia di William Keighley (1941)
- La storia del generale Custer (They Died with Their Boots On), regia di Raoul Walsh (1941)
- Il sergente York (Sergeant York), regia di Howard Hawks - candidato all'Oscar (1941)
- Perdutamente tua (Now, Voyager), regia di Irving Rapper - vincitore dell'Oscar (1942)
- In questa nostra vita (In This Our Life), regia di John Huston (1942)
- Casablanca, regia di Michael Curtiz - candidato all'Oscar (1942)
- L'avventura impossibile (Desperate Journey), regia di Raoul Walsh (1942)
- Da quando te ne andasti (Since You Went Away), regia di John Cromwell - vincitore dell'Oscar (1944)
- Il pilota del Mississippi (The Adventures of Mark Twain), regia di Irving Rapper - candidato all'Oscar (1944)
- Il giuramento dei forzati (Passage to Marseille), regia di Michael Curtiz (1944)
- Arsenico e vecchi merletti (Arsenic and Old Lace), regia di Frank Capra (1944)
- I cospiratori (The Conspirators), regia di Jean Negulesco (1944)
- Il romanzo di Mildred (Mildred Pierce), regia di Michael Curtiz (1945)
- Rapsodia in blu (Rhapsody in Blue), regia di Irving Rapper - candidato all'Oscar, condivisa con Ray Heindorf) (1945)
- Duello a S. Antonio (San Antonio), regia di David Butler e, non accreditati, Robert Florey e Raoul Walsh (1945)
- Il grande sonno (The Big Sleep), regia di Howard Hawks (1946)
- L'anima e il volto (A Stolen Life), regia di Curtis Bernhardt (1946)
- Conta solo l'avvenire (Tomorrow Is Forever), regia di Irving Pichel (1946)
- Notte e dì (Night and Day), regia di Michael Curtiz - candidato all'Oscar, condivisa con Ray Heindorf (1946)
- Vita col padre (Life with Father), regia di Michael Curtiz - candidato all'Oscar (1947)
- My Wild Irish Rose, regia di David Butler - candidato all'Oscar, condivisa con Ray Heindorf) (1947)
- My Girl Tisa, regia di Elliott Nugent (1948)
- Vorrei sposare (June Bride), regia di Bretaigne Windust - musiche di repertorio (1948)
- Il tesoro della Sierra Madre (The Treasure of the Sierra Madre), regia di John Huston (1948)
- Johnny Belinda, regia di Jean Negulesco - candidato all'Oscar) (1948)
- Peccato (Beyond the Forest), regia di King Vidor - candidato all'Oscar (1949)
- Viale Flamingo (Flamingo Road), regia di Michael Curtiz (1949)
- La fonte meravigliosa (The Fountainhead), regia di King Vidor (1949)
- The Lady Takes a Sailor, regia di Michael Curtiz (1949)
- Assalto al cielo (Chain Lightning), regia di Stuart Heisler - musiche di repertorio (1950)
- Golfo del Messico (The Breaking Point), regia di Michael Curtiz (1950)
- La leggenda dell'arciere di fuoco (The Flame and the Arrow), regia di Jacques Tourneur - candidato all'Oscar (1950)
- Lo zoo di vetro (The Glass Menagerie), regia di Irving Rapper (1950)
- Alcool (Come Fill the Cup), regia di Gordon Douglas (1951)
- I'll See You in My Dreams, regia di Michael Curtiz - musica di repertorio (non accreditato) (1951)
- Nostra Signora di Fatima (The Miracle of Our Lady of Fatima), regia di John Brahm (nomination all'Oscar) (1952)
- This Is Cinerama, regia di Merian C. Cooper (musica non accreditata, con Paul Sawtell e Roy Webb) (1952)
- L'amante di ferro (The Iron Mistress), regia di Gordon Douglas (1952)
- Il cantante di jazz (The Jazz Singer), regia di Michael Curtiz - candidatura all'Oscar, condivisa con Ray Heindorf) (1953)
- Solo per te ho vissuto (So Big), regia di Robert Wise (1953)
- Riccardo Cuor di Leone (King Richard and the Crusaders), regia di David Butler (1954)
- L'ammutinamento del Caine (The Caine Mutiny), regia di Edward Dmytryk (1954)
- Prima dell'uragano (Battle Cry), regia di Raoul Walsh - candidato all'Oscar (1955)
- Sentieri selvaggi (The Searchers), regia di John Ford (1956)
- Scandalo al sole (A Summer Place), regia di Delmer Daves (1959)
- Quella nostra estate (Spencer's Mountain), regia di Delmer Daves (1963)

## Discografia scelta
- Adolph Deutsch, Friederich Hollaender, Franz Waxman, Max Steiner: Film Noir (The Maltese Falcon, All Through The Night, The Verdict, Dark Passage, White Heat - BMG (Contiene la suite de La furia umana)
- Max Steiner: The Adventures of Mark Twain; Erich Wolfgang Korngold: The Prince And The Pauper - BMG
- Max Steiner: The Lost Patrol, Virginia City, The Beast With Five Fingers - Marco Polo (Naxos Records)
- Max Steiner: King Kong - Marco Polo (Naxos Records)
- Max Steiner: Son of Kong, The Most Dangerous Game - Marco Polo (Naxos Records)
- Max Steiner: They Died With Their Boots On - Marco Polo (Naxos Records)
- Max Steiner: The Treasure of The Sierra Madre - Marco Polo (Naxos Records)
- Max Steiner: The Adventures Of Mark Twain - (Naxos Records)
- Max Steiner: All This And Heaven Too, A Stolen Life - Marco Polo (Naxos Records)
- Max Steiner: She - Tribute Film Classics
- Max Steiner: The Charge Of The Light Brigade - Tribute Film Classics
- Max Steiner: The Adventures Of Don Juan, Arsenic And Old Lace - Tribute Film Classics